# 電波三法
日本において電波三法（でんぱさんぽう）とは、電波の利用に関する以下の3つの法律のことである。
第二次世界大戦前の無線電信法に替わって公布された。
- 電波法
- 放送法
- 電波監理委員会設置法

1950年（昭和25年）5月2日に公布、同年6月1日に施行された。これを記念して6月1日は「電波の日」となっている。なお、電波監理委員会設置法は1952年（昭和27年）に廃止された。